# Zdena Tominová
Zdena Tominová, původním příjmením Holubová, (7. února 1941 Praha – 24. května 2020 Praha) byla česká spisovatelka a představitelka disentu v ČSSR, druhá žena, která se stala mluvčí Charty 77.

## Život
Zdena Tominová studovala filozofii a sociologii na Filozofické fakultě v Praze, studium zakončila v roce 1968. Jako studentka publikovala různé povídky a eseje. Navazujícího doktorského studia musela kvůli nastoupivší normalizaci zanechat. Podle Lidových novin studovala také herectví. Poté pracovala v Pražské informační službě jako tlumočnice z ruštiny, angličtiny, němčiny a francouzštiny, ovládala přitom i tlumočení mezi těmito cizími jazyky.
Začátkem 60. let připravovala spolu s Prokopem Voskovcem v holešovickém divadélku Radar hru Alfreda Jarryho Otec Ubu, k premiéře však nedošlo. Po seznámení se surrealistickým básníkem Zbyňkem Havlíčkem se věnovala i psaní poesie. Její kniha básní Cesta za moře a jiné básně však vyšla až v roce 2018.
V roce 1976 podepsal její manžel, doktor antické filozofie Julius Tomin, Chartu 77. Zdena Tominová byla v té době hospitalizována po autonehodě, Chartu tak podepsala až o rok později. V návaznosti na to dostala výpověď z práce. Svých jazykových dovedností využívala k šíření informací o Chartě do zahraničí, překládala její prohlášení a udržovala kontakt se zahraničními novináři. S osobnostmi kolem Charty 77 se nadále sblížila skrz každotýdenní bytové semináře s britskými lektory, které její manžel pořádal u nich doma. Tyto semináře byly pečlivě kontrolovány a pravidelně rušeny Státní bezpečností.
Jedním ze tří mluvčí Charty 77 se stala v náročném čase v únoru 1979 jako druhá žena po Martě Kubišové. Brzy po jejím převzetí funkce zahájil komunistický režim proces s Výborem na obranu nespravedlivě stíhaných (VONS), její spolumluvčí Jiří Dienstbier a Václav Benda byli zatčeni a Státní bezpečnost se ji snažila umlčet, byla nepřetržitě sledována, přesto si počínala směle – napsala například protest proti zatčení členů VONSu, který osobně doručila na ÚV KSČ. V noci 5. června 1979, když se vracela domů, byla ve dveřích svého domu přepadena neznámým mužem, který ji udeřil do hlavy a způsobil jí otřes mozku, s nímž musela být ošetřena v nemocnici; od dalšího bití ji patrně ochránil jen příchod sousedů. Svůj roční mandát mluvčí přesto dokončila a předala Rudolfu Battěkovi.
V roce 1980, když zjistila, že StB začala kromě jí samotné sledovat i jejího nezletilého syna, se s manželem rozhodla využít jeho nabídku na působení v Oxfordu a emigrovala s celou rodinou do Velké Británie. Podle dohody s československými úřady mělo jít o dočasný pracovní pobyt, po šesti měsících však byli s manželi zbaveni občanství ČSSR, čímž byl návrat vyloučen.
V Británii pracovala pro BBC, napsala dva úspěšné romány; na pozici redaktorky nebyla nejprve přijata, protože nesplňovala podmínku apolitické osoby, uspěla až na druhý pokus v polovině osmdesátých let. Po celou dobu exilu aktivně podporovala přátele v disentu v ČSSR a spolupracovala s Amnesty International. Její životní osud byl zfilmován pro pořad Nepřátelé státu. Název dokumentu odkazoval na označení, které ji dal československý stát po emigraci.
V Británii zůstala i po roce 1989. Syn Lukáš Tomin se po sametové revoluci vrátil zpět do Prahy, v roce 1995 spáchal sebevraždu. Syn Marek Tomin je překladatel a žije trvale v Praze, kde má rodinu. Politička Michaela Marksová je její neteř.
Na jaře 2019 se Zdena Tominová po zdravotních problémech přestěhovala za synem Markem do Prahy. Zemřela 24. května 2020 ve věku 79 let v Ústřední vojenské nemocnici v Praze.

## Sbírka básní
- Cesta za moře a jiné básně, Sdružení Analogonu, 2018